# SV Villach
| SV Villach (Skiläufer Vereinigung Villach) | SV Villach (Skiläufer Vereinigung Villach) |
| ------------------------------------------ | ------------------------------------------ |
| Logo des SV Villach                        |                                            |
| Vereinsdaten                               |                                            |
| Gegründet:                                 | 12. März 1908                              |
| Vereinsfarben:                             | Orange                                     |
| Mitglieder:                                | 427 (2011)                                 |
| davon Jugend:                              | 161                                        |
| Disziplinen                                | Ski Alpin Ski Nordisch Snowboard           |
| Anschrift:                                 | Villacher Alpenstrasse 2 9500 Villach      |
| Website:                                   | www.sv-villach.at                          |

Die SV Villach bzw. die „Skiläufervereinigung Villach“ ist ein in Villach/Kärnten ansässiger, traditionsreicher österreichischer Wintersportverein. Seit Vereinsgründung 1908 haben die Athleten der Skiläufervereinigung insgesamt 64 Medaillen bei Europa- und Weltmeisterschaften und Olympischen Spielen erzielt. Aktuelle sportliche Aushängeschilder sind die Olympiasieger Thomas Morgenstern und Martin Koch.
Internationale und nationale Erfolge konnten die Sportler in den Disziplinen Ski Alpin, Ski nordisch (Skispringen, Nordische Kombination und Skilanglauf), Snowboard, Speedski und Biathlon erzielen.
In der Vergangenheit wurden vom Verein zahlreiche internationale Veranstaltungen ausgetragen. Die SV Villach veranstaltete bis dato insgesamt 7 Weltcupspringen, die letzten 2007, bei denen sich Lokalmatador Thomas Morgenstern zweimal in die Siegerlisten einträgt. Die SVV wird 1999 als bester Weltcup-Veranstalter durch die FIS geehrt. Neben 20 alpinen Europacup-Bewerben (bis zum Europacup-Finale 1995) wurden auch zahlreiche Springen im Rahmen des FIS-Continental-Cups in der Villacher Alpenarena organisiert. Im Jahr 2006 wird die SV Villach mit dem „Sportcristall“ als "Top-Sportverein des Jahres" in Österreich für seine Nachwuchsarbeit ausgezeichnet.
Aktuell verfügt die SVV über 15 Trainer (Alpin, Sprunglauf, Langlauf, Kondition), die derzeit 161 Kinder und Jugendliche betreuen.

## Erfolge der Sportler
- 67 Medaillen bei Welt- und Europameisterschaften und Olympischen Spielen
- 38 Weltcup- und Europacup-Teilnehmer
- 2 Gesamt-Weltcup-Sieger
- 3 Gesamt Sommer-GP-Sieger
- 1 Gesamt-Europacup-Siegerin
- 56 Medaillen bei österreichischen Meisterschaften
- 102 Medaillen bei österreichischen Jugendmeisterschaften
- 60 Medaillen bei österreichischen Schülermeisterschaften
- über 300 Kärntner Meistertitel

## Geschichte

### Anfänge
Der europaweit bekannte Alpinist Josef Aichinger brachte 1894 von seinen norwegischen Bergkameraden das sogenannte „Scheit“ (Norwegisch= „Ski“) mit nach Villach und zog die ersten Schwünge am Dobratsch. Die ersten Ansätze organisierten Schilaufes in Villach finden sich im Jahre 1907. Über Anregung des Zuckerbäckers Josef Schaffler schlossen sich mehrere junge Turner zusammen, um den bis dahin nur von einzelnen geübten Schilauf, gemeinsam und auch sportlich zu pflegen. Neben Schilauf wurde auch der Rodelsport betrieben.
Bereits im Jänner 1908 wurden die ersten „Sportfeste“ organisiert. Es steigerte sich die Mitgliederzahl an Wintersportlern so sehr, dass am 12. März 1908 in Villach nicht nur die Gründung des Vereins, sondern auch die Gründungsversammlung des „Verbandes der Schiläufer Kärntens“ mit den Sektionen Villach, Klagenfurt und Velden stattfand. Die „Sektion Villach“ trat „mit zirka 69 Mitgliedern“ bei. Erster Verbandsvorsitzender war der Obmann der Sektion Villach, Notar Dr. Hans Ritter von Krapf.
Noch im selben Winter wurde ein erster Abfahrtslauf vom Gipfel der Villacher Alpe bis zum Gasthof Primele durchgeführt. Organisator und Sieger war der unermüdliche Schipionier Josef Schaffler. Zum damaligen Schilauf gehörte der Abfahrtslauf, der Stillauf (heutiger Torlauf) und das Springen (Dreierkombination). Bereits 1912 wurde die Pionierschanze (30 m) und eine Jugendschanze (15 m) – erbaut von den Pionieren der K & K Armee – am Gelände der Villacher Alpenarena errichtet. Den Abfahrtslauf von der „Deutschen Kirche“ am Dobratsch mit Ziel am Hans-Gasser-Platz in Villach mit einer Siegerzeit von unfassbaren 57 min gewinnt 1912 Josef Schaffler.

### 1918–1938
Unter dem verdienten Obmann Heinrich Haydvogel wurde im Jahre 1921 die erste Nachkriegs-Landesmeisterschaft in Villach ausgetragen. Im Jahre 1924 wurde die „Jahnschanze“ – benannte nach dem Wiener akad. Maler Gustav Jahn – mit einem Sprungbewerb eröffnet.
Fachlehrer Sepp Lagger verstand es, eine Jugendgruppe in Villach aufzubauen, die solchen Zulauf hatte, dass 1933 die Jugendabteilung 276 Nachwuchs-Sportler umfasste. Sportlich waren die 1930er-Jahre für die SVV sehr erfolgreich: Die Gruppe mit Herbert und Walter Steinwender und Gustl Mayer (Olympiateilnehmer Garmisch 1936) gehörte zur internationalen Spitze. Gustl Mayer gewinnt dreimal den Triglav-Lauf, den längsten Abfahrtslauf der Ostalpen. Viktor Weissenbacher vertrat die SVV im Schispringen bei den FIS-Spielen in Innsbruck 1933 – dem Vorläufer der Weltmeisterschaften.
Im Jahre 1932 kam es zum Neuaufbau des Verbandes der Schiläufer Kärntens, aus den Sektionen wurden nun 16 Vereine in Kärntner und Osttiroler Orten. Die Sektion Villach wurde zur „Skiläufervereinigung Villach“. Im 1937 erfolgte auch der Spatenstich zum Bau des Möltschacher Schistadions, der späteren Villacher Alpenarena.

### Kriegsjahre
Im Krieg ruhte die Vereinstätigkeit fast ganz, denn ab 1940 waren praktisch alle Sportler eingerückt. Der Verein selbst wurde – wie so viele – von den NS-Behörden aufgelöst. Manche, so wie der talentierte Friedl Steinwender oder der damalige „gesamtdeutsche“ Langlaufmeister Erich Haberle kamen von der Front nicht mehr zurück.

### 1946–1960
Unter dem Obmann Franz Berger kam es zur Wiedergründung nach dem Krieg. 1947 und 1948 führte die SV Villach das berühmte Glockner-Ski-Rennen von der Adlersruhe auf 3.450 m Seehöhe bis zum Pasterzengletscher durch.
Bis zur Errichtung der Liftanlagen auf der Villacher Alpe Mitte der 1960er-Jahre war der Verein hauptverantwortlich für die Pflege der Skirouten und Pisten, die ursprünglich vom Dobratsch entweder über die Kaserin oder über den Hundsmarhof direkt nach Villach führten.
Die erfolgreichsten Sportler waren Franz Elsigen (er ging als Schilehrer nach Amerika), Gustl Mayer und Helmut Hadwiger – Olympiateilnehmer 1948 in St. Moritz und langjähriger Schanzenrekordhalter auf der Möltschacher Schanze mit 77,5 m.

### 1960–1980
Erwin Krebs wird Obmann des Vereines. Mit ihm wird das Training unter Oskar Passernig (nordisch) und Sepp Grebitschitscher (Alpin) professioneller gestaltet. Ende der 1960er-Jahre waren es vor allem die Alpin-Skifahrer, die für zahlreiche Erfolge sorgten. Ab Mitte der 1970er-Jahre waren Langläufer Reinhard Grossegger, der nordische Kombinierer und spätere WC-Springer Fritz Koch (Vater von Martin Koch), Springer und späterer WC-Schisprungtrainer Heinz Koch – er gewinnt 1978 die Silbermedaille bei den Junioreneuropameisterschaften in Murau – und Springer Alfred Groyer, Olympiateilnehmer in Lake Placid 1980, international im nordischen Lager erfolgreich. Bei den Alpinen ist es vor allem Europacupläufer Raimund Berger, später 15 Jahre ÖSV-Damencheftrainer. Mit dem Bau der V73 erhält das Schigebiet am Dobratsch eine eigene FIS- und Europacup-Rennstrecke.

### 1980–2000
1980 gewinnt Erika Gfrerer-Whittaker nicht nur die Junioren-Europameistertitel im Riesentorlauf und Kombination, sondern sichert sich auch mit 18 Jahren den Sieg in der Europacup-Gesamtwertung. 1982 sind 23 Alpine und vier nordische Sportler im Kärntner Landeskader und elf in ÖSV-Kader. 1984 wird Oskar Passernig – er ist auch Ehrenbürger der Stadt Villach – Obmann, er stand dem Verein 25 Jahre bis 2009 vor. 1991 sorgt Heinz Kuttin mit Doppelgold in Val di Viemme für die ersten Weltmeistertitel im Verein. Drei Jahre später gewinnen die Vereinskollegen Heinz Kuttin und Christian Moser die Bronzemedaille im Teamspringen bei den Olympischen Spielen in Lillehammer. Abfahrer Franz Teppan vertritt die SV Villach bei den alpinen Herren im Weltcup. 1996 feiert die Snowboarderin Isabel Zedlacher ihren ersten Weltcupsieg, 1998 vertritt sie Österreich bei den Olympischen Spielen in Nagano.
Die SV Villach wird 1999 als bester Weltcup-Sprungveranstalter von der FIS ausgezeichnet.

### 2000–2010
Ab dem Jahr 2000 tragen sich vor allem Martin Koch und Thomas Morgenstern in die Erfolgslisten ein. Höhepunkt sicherlich die gemeinsame Goldmedaille im Teambewerb bei den Olympischen Spielen in Turin. 2008 krönt sich Thomas Morgenstern zum Weltcup-Gesamtsieger. Bei den Alpinen ist es Weltcup-Starterin Daniela Müller, die international erfolgreich ist. Nach der Schließung des angestammten Schigebietes auf der Villacher Alpe im Jahr 2001 gab es auf Grund plötzlich fehlender Trainingsinfrastruktur einen massiven Einbruch beim alpinen Nachwuchs. Inzwischen zählt die alpine Gruppe aber wieder fast 100 Kinder und Jugendliche.
Für die erfolgreiche Nachwuchsarbeit zeichnet die Bundessportorganisation Österreich (BSO) den Verein 2006 mit dem „Sportcristall“ als Top-Sportverein des Jahres aus. 2009 löste Jörg Moser den Langzeitobmann Oskar Passernig ab.
Besonders die Saisonen 2008/2009 und 2009/2010 waren für den Verein sehr erfolgreich: 8-mal Gold für Thomas Morgenstern, Martin Koch und Lukas Müller, alle drei SVV-Springer waren gleichzeitig im Weltcup im Einsatz. Markus Münzer sorgte zudem mit Bronze bei der Speedski-WM für die erste Speedski-Medaille des Vereins. Auch der alpine Schinachwuchs schloss wieder an vergangene Erfolge an, zwei SVV-Sportler/-innen vertraten Österreich bei internationalen Schülervergleichsrennen.

### Aktuelle sportliche Erfolge
Der Winter 2010/2011 war die mit Abstand erfolgreichste Saison in der Vereinsgeschichte: Thomas Morgenstern holt bei den Skisprungweltmeisterschaften in Oslo 2011 dreimal Gold und einmal Silber, wird zum zweiten Mal Gesamtweltcupsieger und trägt sich auch als Sieger der Vierschanzen-Tournee ein. Martin Koch gewinnt ebenfalls zweimal Gold in Oslo und darüber hinaus feiert er seine ersten Weltcupsiege.
Markus Münzer krönt sich in Verbier zum zweiten Mal zum Speedski-Weltmeister und Mitglied Michael Grossegger wird Juniorenweltmeister im Para-Ski.
In der Saison 2011/2012 tragen sich Martin Koch mit Bronze im Einzel und Gold im Team bei der Schiflug-Weltmeisterschaft, sowie Thomas Morgenstern mit Gold in die Erfolgschronik ein. Philipp Orter (Nordische Kombination) triumphiert mit Gold als Schlussläufer der österreichischen Staffel bei den nordischen Junioren in Erzurum und sorgt für die erste Medaille in der nordischen Kombination für den Verein. Lukas Müller holt sich ebenso in Erzurum mit Bronze im Team eine weitere Schisprungmedaille. Markus Münzer wird Dritter im Speed-Ski Weltcup.
Der alpine Nachwuchs ist mit dem Gewinn fast aller Kärntner Vereinswertungen (Kinder, Schüler, Landescup) weiter am Vormarsch.
Die Nordischen Juniorenweltmeisterschaften im Winter 2013/2014 wurde mit drei Goldmedaillen (zweimal Einzel, einmal Team) in der Nordischen Kombination zum Triumph für Philipp Orter. Thomas Morgenstern holte sich – nach zwei schweren Stürzen in der Saison – bei den Olympischen Spielen in Sotschi die Silbermedaille im Teambewerb.

## Medaillenspiegel
|                             | Gold | Silber | Bronze | Summe |
| Olympische Spiele           | 4    | 1      | 3      | 8     |
| Weltmeisterschaften         | 20   | 3      | 7      | 30    |
| Seniorenweltmeisterschaften | 2    | 1      | 1      | 4     |
| Juniorenweltmeisterschaften | 16   | 4      | 5      | 25    |
|                             | 42   | 9      | 16     | 67    |

## Teilnehmer bei internationalen Cups (Welt-&Europacup)
| Name                 | Sex | Sparte                             | EC | WC | Weltmeisterschaften | Olympische Spiele                                |
| Peter Berger         | m   | Sprunglauf                         | ♦  |    | |                                                  |
| Raimund Berger       | m   | Alpin                              | ♦  |    | |                                                  |
| Peter Dulnig         | m   | Nordische Kombination              | ♦  |    | 1999 JWM Saalfelden, Platz 14 |                                                  |
| Erika Gfrerer        | w   | Alpin                              | ♦  | ♦  | 1980 Madonna di Campiglio JEM |                                                  |
| Dieter Gräfischer    | m   | Nordische Kombination              | ♦  |    | 1973 Junioren-EM Leningrad, 1975 Junioren-EM                                                                                                   |                                                  |
| Michael Grossegger   | m   | Langlauf                           | ♦  | ♦  | 1986 JWM, 1987 JWM |                                                  |
| Reinhard Grossegger  | m   | Langlauf                           |    | ♦  | 1975 Junioren-EM, 1978 WM Lahti |                                                  |
| Alfred Groyer        | m   | Sprunglauf                         | ♦  | ♦  | | 1980 Lake Placid                                 |
| Helmut Hadwiger      | m   | Sprunglauf                         |    |    | | 1948 St. Moritz                                  |
| Philipp Höher        | m   | Sprunglauf                         | ♦  |    | |                                                  |
| Stefan Innerwinkler  | m   | Sprunglauf                         | ♦  |    | |                                                  |
| Bernhard Kall        | m   | Snowboard                          | ♦  |    | 1997 JWM Corno alle Scale |                                                  |
| Kathrin Kall         | w   | Snowboard                          | ♦  |    | 2001 JWM Nassfeld |                                                  |
| Anna Kienzer         | w   | Sprunglauf                         | ♦  |    | |                                                  |
| Markus Knabl         | m   | Nordische Kombination / Sprunglauf | ♦  |    | |                                                  |
| Stefan Knabl         | m   | Nordische Kombination / Sprunglauf | ♦  |    | |                                                  |
| Fritz Koch           | m   | Nordische Kombination / Sprunglauf | ♦  | ♦  | 1973 Junioren-EM Leningrad, 1975 Junioren-WM, 1978 WM Lahti                                                                                    | 1976 Innsbruck                                   |
| Heinz Koch           | m   | Sprunglauf                         | ♦  | ♦  | 1978 Murau JEM 2. Platz |                                                  |
| Martin Koch          | m   | Sprunglauf                         | ♦  | ♦  | 1999 JWM Saalfelden, 2000 JWM Strbske Pleso, 2002 Harrachov, 2006 Kulm, 2007 Sapporo, 2008 Oberstdorf, 2010 Planica, 2011 Oslo, 2012 Vikersund | 2002 Salt Lake City, 2006 Turin                  |
| Friedhelm Kohlweiss  | m   | Alpinski                           | ♦  |    | |                                                  |
| Robert Küffe         | m   | Nordische Kombination / Sprunglauf | ♦  | ♦  | 1982 JWM, Platz 4 |                                                  |
| Heinz Kuttin         | m   | Sprunglauf                         |    | ♦  | 1989 Lahti, 1990 Vikersund, 1991 Val di Fiemme, 1993 Falun                                                                                     | 1988 Calgary, 1992 Albertville, 1994 Lillehammer |
| Herbert Lerchbaumer  | m   | Alpin                              | ♦  | ♦  | |                                                  |
| Mathias Mamedof      | m   | Sprunglauf                         | ♦  |    | |                                                  |
| Gustl Mayer          | m   | Nordisch – Alpin                   |    |    | 1937 Chamonix | 1936 Garmisch                                    |
| Thomas Morgenstern   | m   | Sprunglauf                         | ♦  | ♦  | 2003 Val di Viemme, 2004 Planica, 2005 Oberstdorf, 2006 Kulm, 2007 Sapporo, 2008 Oberstdorf, 2010 Planica, 2011 Oslo, 2012 Vikersund           | 2006 Turin, 2010 Vancouver                       |
| Christian Moser      | m   | Sprunglauf                         |    | ♦  | 1995 Thunder Bay | 1994 Lillehammer                                 |
| Robert Moser         | m   | Sprunglauf                         | ♦  |    | |                                                  |
| Daniela Müller       | w   | Alpin                              | ♦  | ♦  | 2002 JWM Tarvisio, 2004 JWM Maribor |                                                  |
| Lukas Müller         | m   | Sprunglauf                         | ♦  | ♦  | 2009 Junioren-WM Strbske Pleso, 2010 Junioren-WM Hinterzarten, 2012 Junioren-WM Erzurum                                                        |                                                  |
| Markus Münzer        | m   | Speed-Ski                          |    | ♦  | 2007 Verbier, Weltmeister "Production", 2009 Vars, WM-3., 2011 Verbier                                                                         |                                                  |
| Philipp Orter        | m   | Nordische Kombination              | ♦  | ♦  | 2012 Junioren-WM Erzurum |                                                  |
| Franz Teppan         | m   | Alpin                              | ♦  | ♦  | 1988 Madonna JWM |                                                  |
| Lukas Tschuschnig    | m   | Sprunglauf                         | ♦  |    | |                                                  |
| Simone Umschaden     | w   | Snowboard                          |    |    | 2003 JWM Prato Nevoso |                                                  |
| Martina Walter       | w   | Alpin                              | ♦  |    | |                                                  |
| Viktor Weissenbacher | m   | Sprunglauf                         |    |    | 1933 Innsbruck |                                                  |
| Isabel Zedlacher     | w   | Snowboard                          | ♦  | ♦  | 1996 Lienz, 1997 Innichen, 1998 Mt. Yakebitai, 1999 Berchtesgaden, 2001 Madonna                                                                | 1998 Nagano                                      |

EC = FIS-Europacup, FIS-Continental-Cup, Weltcup-B-Bewerbe, Ladies-COC